# Anne-Marie Lucassen-Stauttener
Anne-Marie Lucassen-Stauttener (Buitenzorg, Nederlands-Indië, 21 mei 1942) was van 1982 tot 1986 Tweede Kamerlid voor de VVD.
- Parlement.com: vg09llnomzzl